# ريترو/غرايد (لعبة فيديو)
ريترو/غرايد (بالإنجليزية: Retro/Grade)‏ ، هي لعبة فيديو إلكترونية من نوع إيقاع الموسيقى، صدرت في السوق سنة 2012م، وتعمل لنظام التشغيل بلاي ستيشن 3 ومايكروسوفت ويندوز.